# シャープ堺工場
座標: 北緯34度35分44秒 東経135度25分58秒 / 北緯34.595421度 東経135.432737度

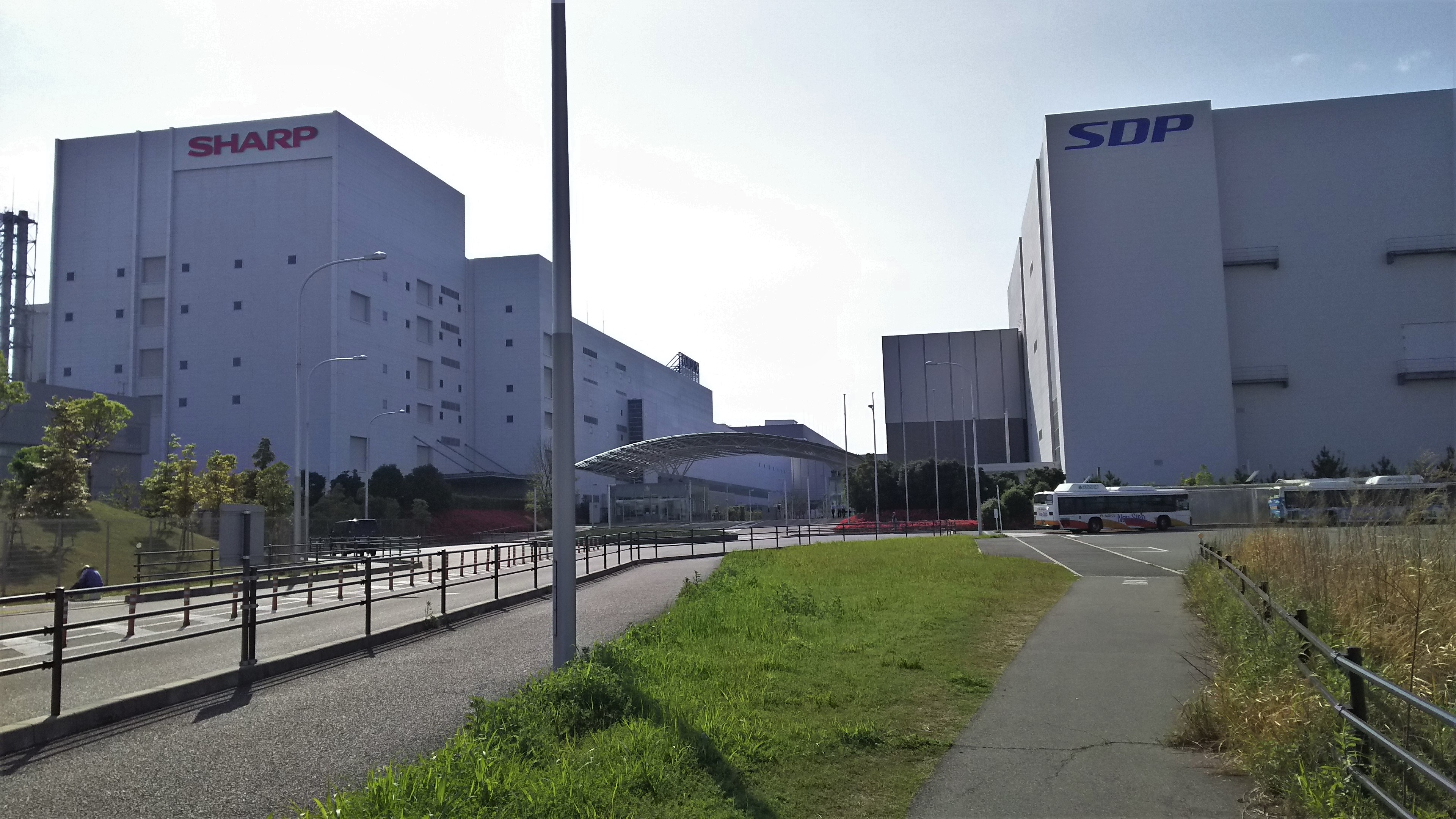
シャープ堺工場

シャープ堺工場（シャープさかいこうじょう）は、大阪府堺市堺区にあるシャープの工場。同社が約4300億円を投資して2009年に完成させ、液晶パネルなどを製造してきたが、2024年に生産を停止した。

## 概要
液晶工場と太陽電池工場があったが、2009年に液晶工場がシャープディスプレイプロダクト（現・堺ディスプレイプロダクト）堺工場として別会社に分離された。そのため一時期、「シャープ堺工場」とは厳密にはシャープの太陽電池工場のみを指した。堺ディスプレイプロダクト（液晶工場）は2016年、台湾の鴻海精密工業グループの投資会社の傘下となったが、2022年にシャープ本体が買い戻した。シャープの太陽電池部門は2016年に「シャープエネルギーソリューション」として分離されたが、堺工場自体はシャープ本体が抱え持っている。
工場の敷地全体を言うときは、正式には「グリーンフロント堺」と称する。「世界最先端の環境先進ファクトリー」としての取り組みが評価されて、2010年には大阪サステナブル建築賞大阪府知事賞を受賞した。液晶工場と太陽電池工場の他に、その他の関連会社（正式稼働前の2008年時点で全19社）などがある。液晶工場には堺ディスプレイプロダクト本社があり、太陽電池工場にはシャープ本社がある。
2012年より、敷地内の液晶工場にシャープと鴻海グループが共同出資していたため、シャープと鴻海の提携の象徴とされた。シャープの経営悪化に伴い、2016年に鴻海がシャープを買収したため、敷地全体が鴻海グループの傘下となっている。
液晶パネル及び太陽電池の生産を主力としたほか、2018年には日本初となる有機ELパネルの量産が本工場で開始された。
2024年時点でテレビ用パネルを製造する国内最後の工場だったが、中国企業との価格競争などにより莫大な赤字を出し、シャープは工場停止を決定。同社によると、2024年8月21日午後4時頃に生産を終えた。

## 歴史
旧新日本製鐵堺製鐵所の遊休地を利用し、世界最大規模（敷地面積約120ha）の液晶パネルと太陽電池の工場として2009年に稼動した。堺工場ができるまでは、シャープ亀山工場が液晶の主力工場であり、葛城工場が太陽電池の主力工場であった。
稼働開始時に、当工場所在地の町名は、新日鐵の前身の一つである八幡製鐵にちなんだ築港八幡町から、匠町と改められた。
液晶ディスプレイパネル工場についてはソニーとの合弁を見越してシャープディスプレイプロダクトとして分社化、またガラス基板供給のためにコーニング、カラーフィルター供給のために大日本印刷と凸版印刷が構内に事業所を構えた。
設立以来巨額の赤字を垂れ流し、稼働率が低下した亀山工場とともにシャープの経営危機を招いたため、シャープは鴻海グループとの資本提携によって乗り切る策に出る。鴻海が亀山工場と堺工場を引き取るなどの話が出たが、交渉がまとまらず、資本提携の話も物別れに終わり、鴻海の郭台銘董事長が個人で堺工場のみを引き取ることになった。この経緯に関して郭台銘董事長が2014年に語ったところによると、当時鴻海はシャープ本体への出資を前提として堺工場に出資したが、堺工場への出資後にシャープ本体に隠された巨額の負債が明らかとなり、鴻海はシャープ本体への出資を取りやめざるを得なくなった。結果的にシャープに騙されてシャープディスプレイプロダクト堺工場のみを引き取らされた、としている。
2012年にシャープがシャープディスプレイプロダクトへの出資比率を下げたことにより、シャープディスプレイプロダクトは堺ディスプレイプロダクトと名を変え、郭台銘の投資会社であるSIO International Holdings Limitedが筆頭株主となった。シャープと鴻海グループの共同出資という形だが、実質的には鴻海グループの傘下となった。
堺ディスプレイプロダクト堺工場は、鴻海傘下となった2013年には稼働率85％、151億円の営業利益を計上し、黒字化。経営が改善した理由として、郭台銘董事長は「従業員が努力すれば報われると信じてくれた」ことを挙げた。
2016年にシャープ本体を鴻海が買収。敷地全体が鴻海グループ傘下となった。シャープは2016年に大阪市阿倍野区にあった旧シャープ本社を売却し、シャープの本社機能を堺工場（太陽電池工場）内に移転させた。
鴻海傘下となった堺ディスプレイプロダクトは、大型液晶パネルの価格下落により、2016年12月期に赤字転落。2021年12月期には新型コロナ禍の巣ごもり特需により、堺ディスプレイプロダクトは4期ぶりに黒字化した。これを機にシャープが鴻海から堺ディスプレイプロダクト堺工場を買い戻したが、堺ディスプレイプロダクトは2022年より再び赤字となる。特に2023年3月期には2千億円超の損失を出したため、シャープ本体も6年ぶりに赤字に転落した。そのため取引銀行から生産停止の圧力がかかった。
パネルの生産を停止したシャープの元液晶パネル工場を2024年6月にソフトバンクが、同年12月にKDDIがそれぞれ譲受する契約を締結した。両社共にAI（人工知能）データセンターを構築する予定。また、同年12月に積水化学工業にも売却することを発表した。同社はペロブスカイト太陽電池の製造工場に転用するとしている。

## グリーンフロント堺
堺工場では、亀山工場の特徴であった敷地内の屋上や壁面への太陽電池パネルの設置や、製造過程で生じた排水の100%の再利用、雨水の空調への利用などといった環境への配慮に加え、更にそれを徹底させるため、「グリーンフロント堺」として次のことを導入した。
- 統合エネルギー管理システムを導入し、エネルギー源の使用量の予測・最適な運転・危険の予知等を画面などで見えるようにし、その管理をしやすくする。
- マザーガラスなど、液晶パネルや太陽電池の製造に必要な部品の工場を隣接させる「21世紀型コンビナート」の導入。
- 上記の隣接した工場間を連結し、輸送を円滑化するための棟間搬送システムの導入。
- 工場全体のLED照明の採用。

## 生産品目
- 大型液晶テレビ「AQUOS」
- 大型液晶パネル
- 太陽電池「SUNVISTA」